# Monumento a Los Héroes (Bogotá)
El Monumento a Los Héroes fue un monumento de Bogotá, capital de Colombia. Estaba dedicado a la memoria de los soldados de los diferentes ejércitos que participaron en la independencia de los países bolivarianos. En su parte frontal se ubicaba una estatua ecuestre de Simón Bolívar, realizada por el escultor francés Emmanuel Frémiet que data de 1910. Se encontraba ubicado en la conjunción de la avenida Caracas y la calle 80, en el nororiente de la ciudad. En 1971 fue declarado Bien de Interés Cultural Nacional. En 2006 fue declarado Bien Mueble de Interés Cultural del ámbito Distrital. Fue demolido en septiembre de 2021 para darle paso a la construcción del Metro de Bogotá, Se anunció su traslado a una nueva ubicación y la construcción de un nuevo grupo escultórico.

## Historia

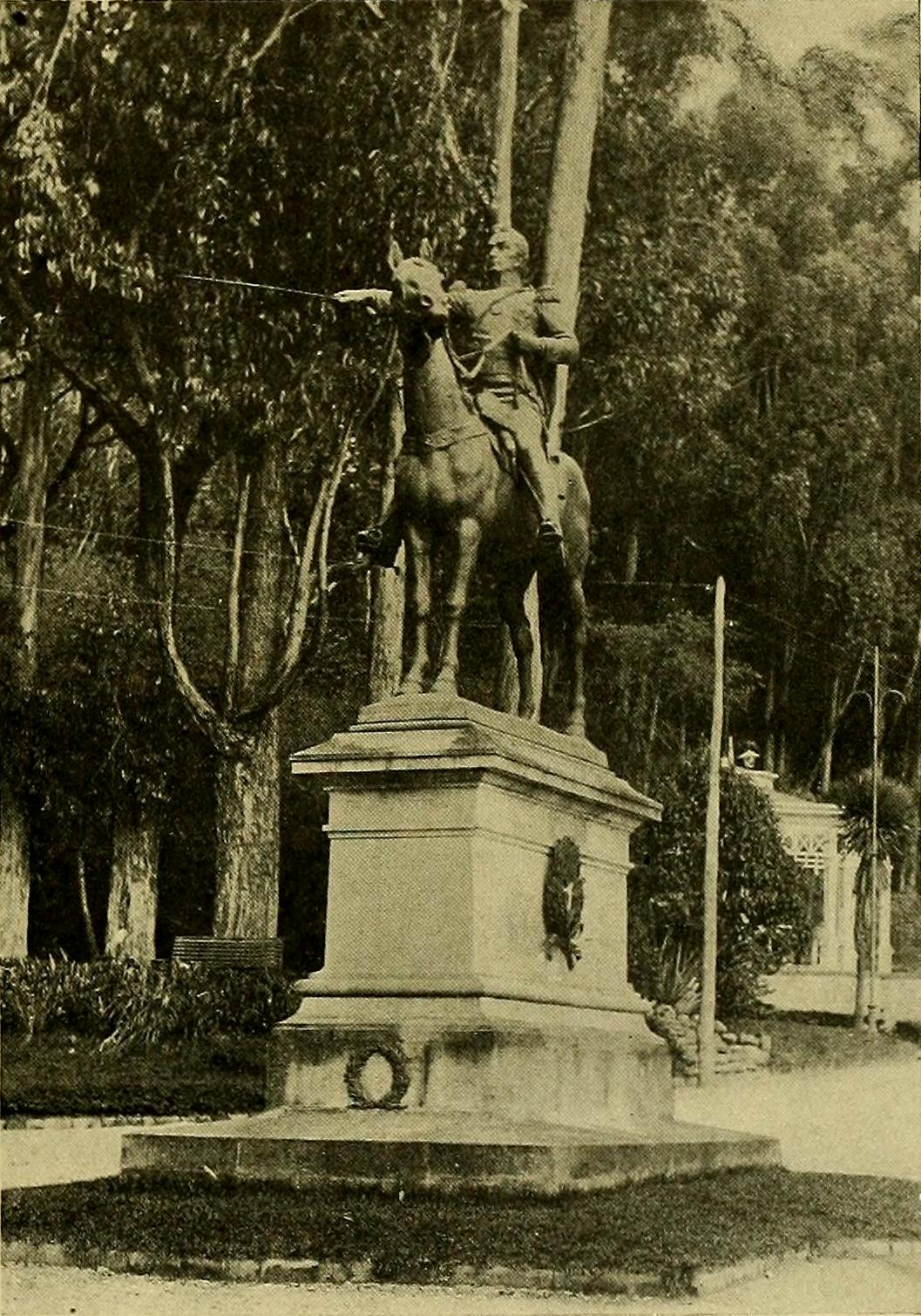
La Estatua Ecuestre de Bolívar fue inaugurada para el primer centenario de la independencia, en 1910, obra del escultor francés Emmanuel Frémiet. Fue instalada primero en el Parque de la Independencia y en 1963 fue trasladada al recién construido Monumento a Los Héroes.

Fue planeado durante el gobierno de Laureano Gómez para hacer un homenaje a los soldados del Batallón Colombia enviados a la guerra de Corea, en la lucha anticomunista. El proyecto inicial fue diseñado en 1952 por el arquitecto Angiolo Mazzoni, en colaboración con el escultor Ludovico Consorti, que buscaron refugio en Colombia. El monumento fue diseñado como una torre de 57 metros que serviría de monumental puerta de entrada a la ciudad, y albergaría en su interior la Academia de Historia, un museo y 14 bajorrelieves alusivos a la historia de Colombia.
El general Gustavo Rojas Pinilla derrocó a Laureano Gómez, en el golpe de Estado de 1953 y el monumento a Los Héroes fue rediseñado por Jaime Vásquez Carrizosa. Después se decide que sería para celebrar la memoria de los soldados que dieron su vida por la independencia e inaugurado el 24 de junio de 1963 por Guillermo León Valencia, en una versión mucho más modesta del proyecto.

### sigloXXI
En 2019 se anunció que sería trasladado para darle paso a la primera línea del Metro de Bogotá. Durante las protestas en Colombia de 2021, fue un centro de movilizaciones, y protestas además de ser vandalizado.  El 23 de septiembre del mismo año se llevó a cabo su demolición. La estatua ecuestre de Bolívar fue desmontada y está previsto que se reinstale en el parque de la Independencia.

## Características
El monumento consistía en una torre rectangular enchapada en piedra de aproximadamente seis pisos de altura, la cual llegó a contar con un museo en su interior.
En la cara norte se encontraba una estatua ecuestre de Simón Bolívar, instalada originalmente en el parque de la Independencia, que se eliminó para construir la Avenida El Dorado, junto a otros monumentos, en honor al centenario de la Independencia de Colombia celebrado con grandes festividades en 1910, durante la presidencia del general Ramón González Valencia. 
En esa misma cara se encontraba una leyenda con un aparte del Testamento Político de Simón Bolívar, firmado en Santa Marta el 10 de diciembre de 1830. En este estaba escrito en letras mayúsculas y en alfabeto latino antiguo: "¡Colombianos! Mis últimos votos son por la felicidad de la patria. Si mi muerte contribuye para que cesen los partidos y se consolide la unión, yo bajaré tranquilo al sepulcro."

## TransMilenio
Adyacente a la cara norte del monumento había una alameda que lo comunicaba con la estación Héroes del sistema de transporte TransMilenio. En el lado sur se encuentra un paso a desnivel construido a comienzos de los años 1990, para reemplazar la semaforización que existía allí. Dicho paso a desnivel (túnel subterráneo) es utilizado por el sistema para conectar las calzadas centrales de la Autopista Norte y la Calle 80 y un puente para que los buses articulados y biarticulados del sistema puedan pasar de la avenida Caracas al norte sin poner en riesgo a los vehículos particulares. 
Con la nueva reubicación propuesta se ubicará cerca de la actual estación Calle 72 del mismo sistema por la Avenida Caracas con Avenida Chile, en paralelo con las obras del Metro.

## Galería

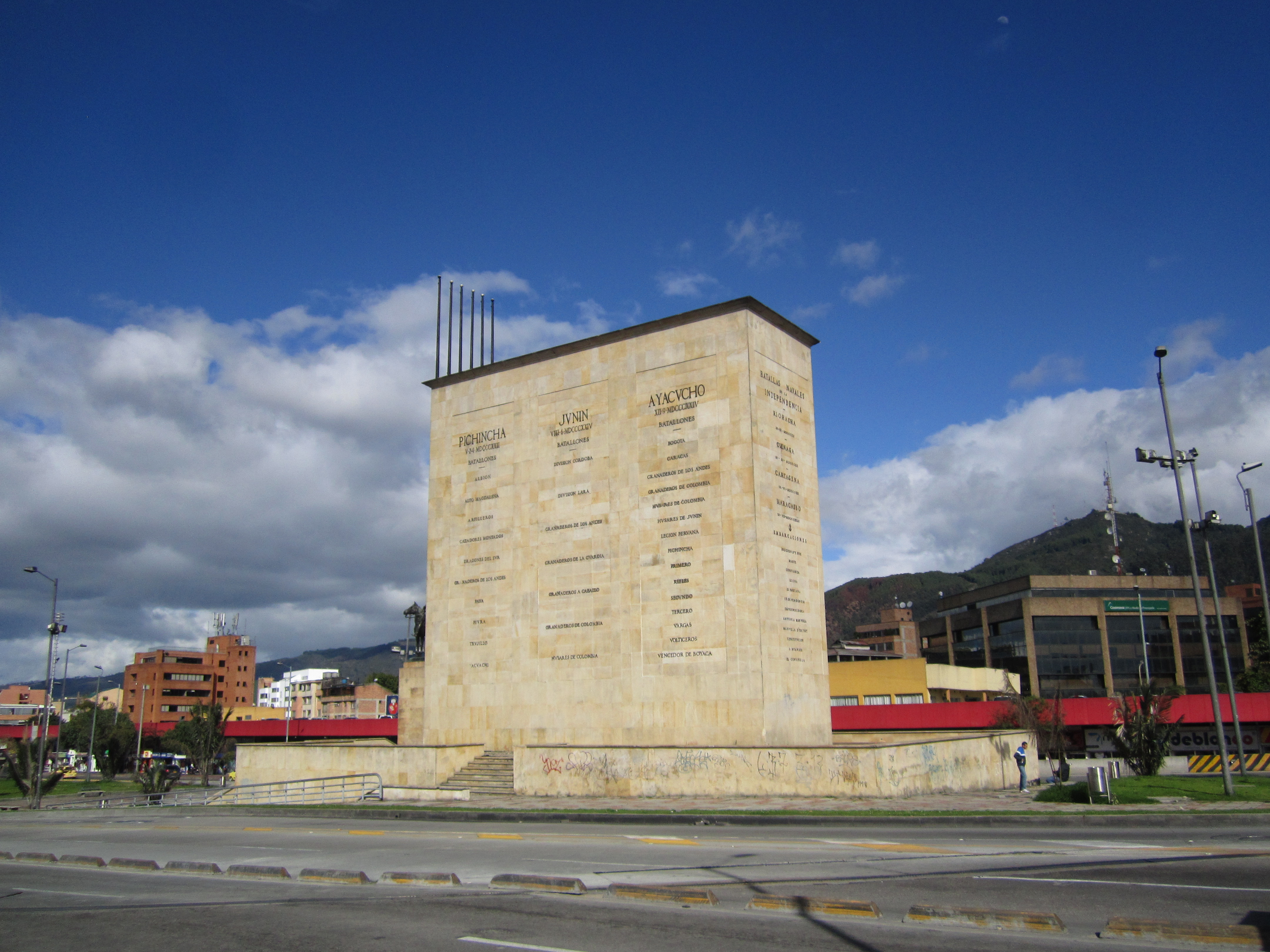
Vista de conjunto desde el costado suroccidental
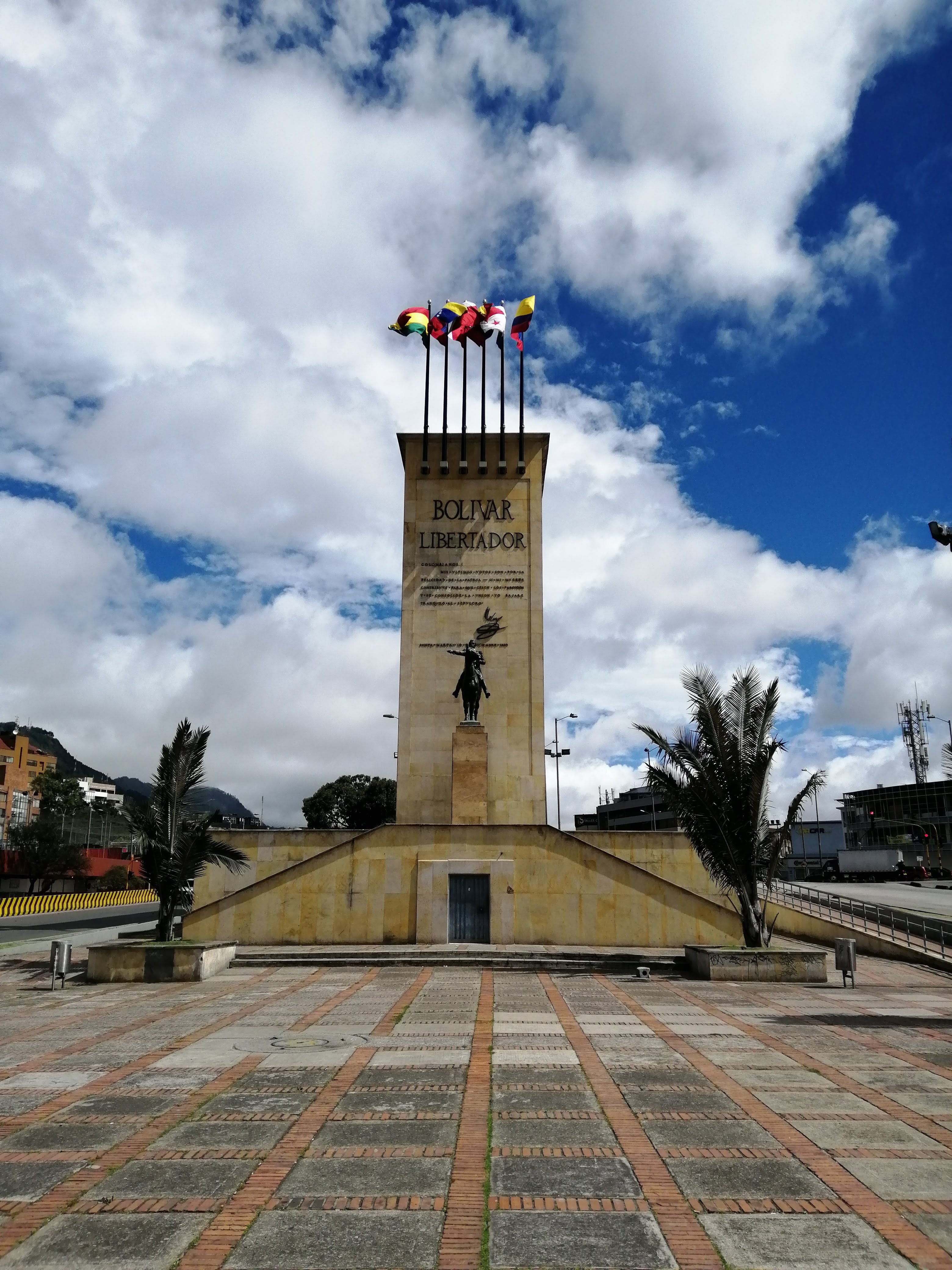
Vista frontal con las banderas incorporadas
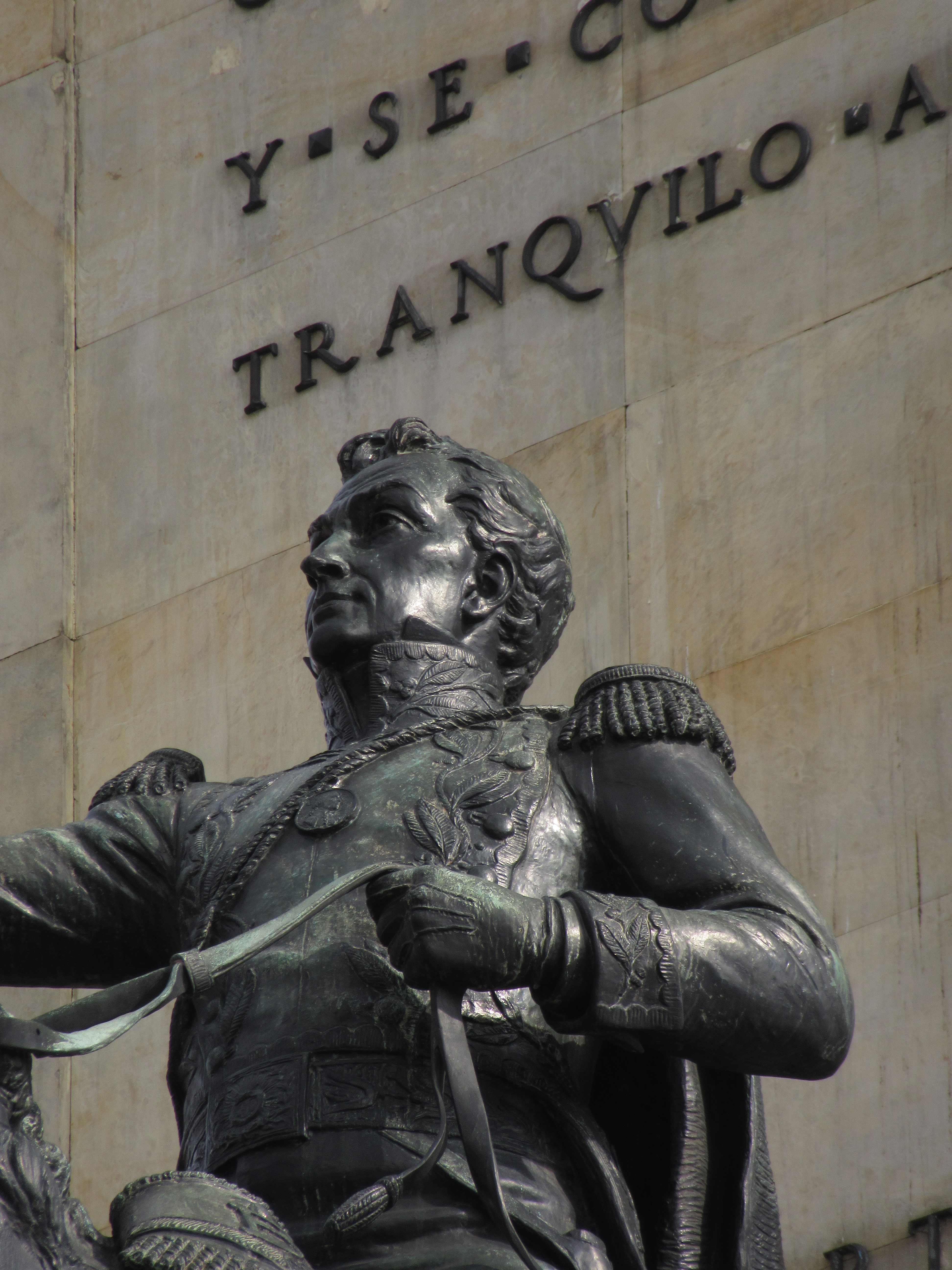
Estatua de Simón Bolívar
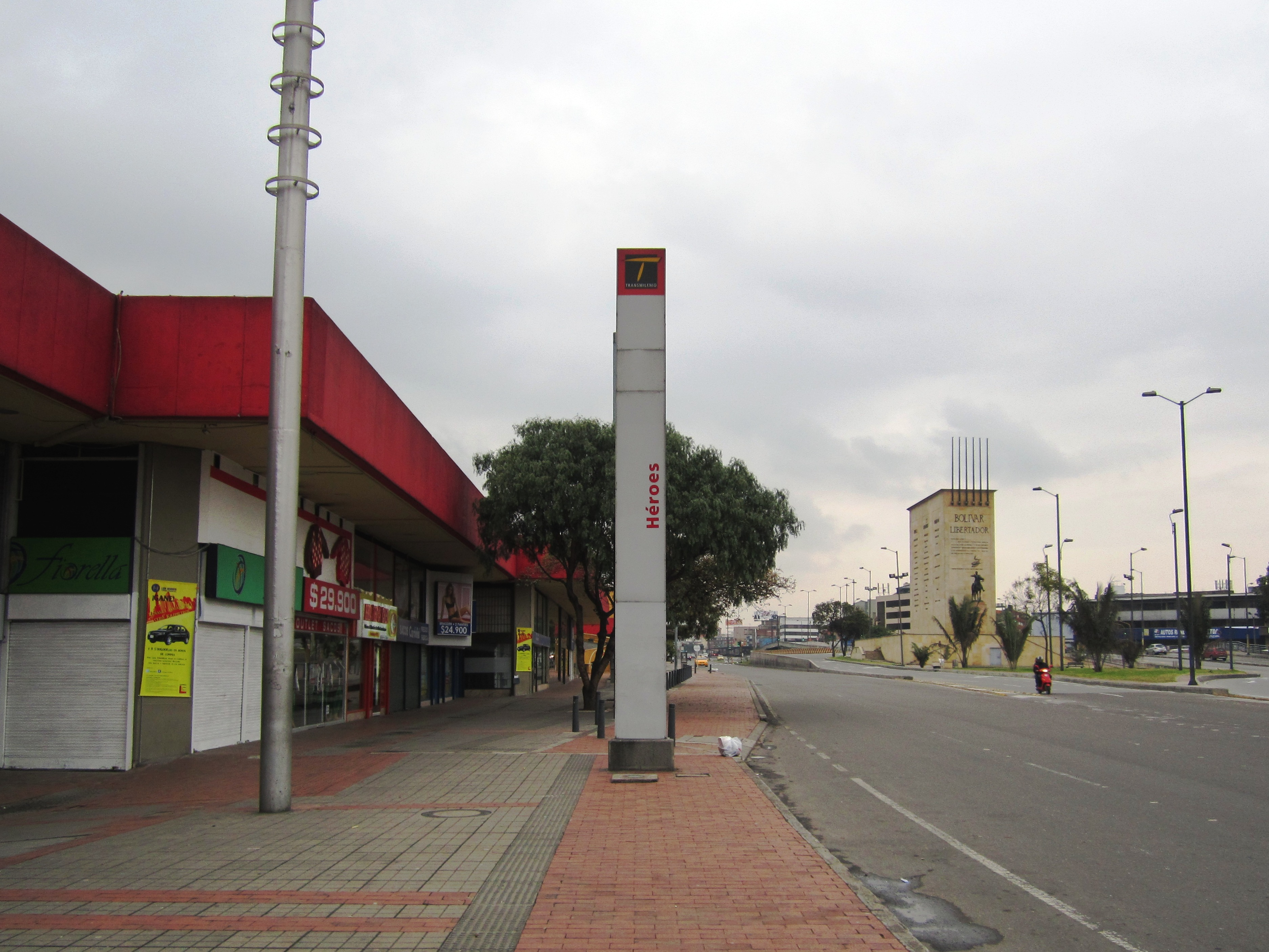
Estación Héroes de TransMilenio
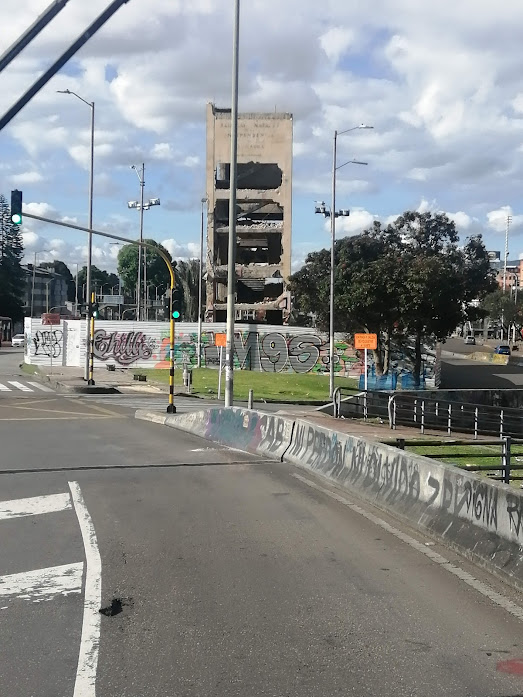
Demolición en septiembre de 2021